# Llista d'insectes estatals dels Estats Units
Els Insectes Estatals són designats per 41 estats dels cinquanta dels EUA. Alguns estats tenen més d'un insecte designat, o tenen diverses categories (per exemple, l'estat de l'insecte i l'estat de la papallona, etc.) Més de la meitat dels insectes elegits no són natius de l'Amèrica del Nord, a causa de la inclusió de tres espècies europees (Abella de la mel, Pregadéu i Marieta de set punts).
| Estat              | Insecte estatal                                 | Nomenclatura binomial                   | Imatge                     | Any    |
| ------------------ | ----------------------------------------------- | --------------------------------------- | -------------------------- | ------ |
| Alabama            | Papallona monarca                               | Danaus plexippus                        | Papallona monarca          | 1989   |
| Alaska             | Libellula quadrimaculata                        | Libellula quadrimaculata                | Libellula quadrimaculata   |        |
| Arizona            | Papilio multicaudata (Papallona Estatal)        | Papilio multicaudata                    | Papilio multicaudata       |        |
| Arkansas           | Abella de la mel (Insecte Estatal)              | Apis mellifera                          | Abella de la mel           | 1973   |
| Arkansas           | Speyeria diana (Papallona Estatal)              | Speyeria diana                          | Speyeria Diana             | 2007   |
| Califòrnia         | Zerene eurydice                                 | Zerene eurydice                         | Zerene eurydice            | 1972   |
| Carolina del Nord  | Abella de la mel                                | Apis mellifera                          | Abella de la mel           | 1973   |
| Carolina del Sud   | Pregadéu de Carolina (Insecte Estatal)          | Stagmomantis carolina                   | Pregadéu de Carolina       | 1988   |
| Carolina del Sud   | Papilio glaucus (Papallona Estatal)             | Papilio glaucus                         | Papilio glaucus            | 1994   |
| Colorado           | Papallona de Colorado                           | Hypaurotis crysalus                     | Hypaurotis crysalus        |        |
| Connecticut        | Pregadéu                                        | Mantis religiosa                        | Pregadéu                   |        |
| Delaware           | Marieta de set punts (State Bug)                | Coccinella septempunctata               | Marieta de set punts       | 1974   |
| Delaware           | Papilio glaucus (Papallona Estatal)             | Papilio glaucus                         | Papilio glaucus            | 1999   |
| Dakota del Sud     | Abella de la mel                                | Apis mellifera                          | Abella de la mel           |        |
| Geòrgia            | Abella de la mel (Insecte Estatal)              | Apis mellifera                          | Abella de la mel           | 1975   |
| Geòrgia            | Papilio glaucus (Papallona Estatal)             | Papilio glaucus                         | Papilio glaucus            | 1988   |
| Florida            | Heliconius charitonius (Papallona Estatal)      | Heliconius charitonius                  | Heliconius charitonius     | 1996   |
| Hawaii             | Vanessa tameamea                                | Vanessa tameamea                        | Vanessa tameamea           | 2009   |
| Idaho              | Papallona monarca                               | Danaus plexippus                        | Papallona monarca          | 1992   |
| Illinois           | Papallona monarca                               | Danaus plexippus                        | Papallona monarca          | 1975   |
| Kansas             | Abella de la mel                                | Apis mellifera                          | Abella de la mel           |        |
| Kentucky           | Limenitis archippus                             | Limenitis archippus                     | Limenitis archippus        |        |
| Louisiana          | Abella de la mel                                | Apis mellifera                          | Abella de la mel           |        |
| Maine              | Abella de la mel                                | Apis mellifera                          | Abella de la mel           |        |
| Maryland           | Euphydryas phaeton                              | Euphydryas phaeton                      | Euphydryas phaeton         | 1973   |
| Massachusetts      | Marieta de set punts                            | Coccinella septempunctata               | Marieta de set punts       |        |
| Minnesota          | Papallona monarca                               | Danaus plexippus                        | Papallona monarca          | 2000   |
| Mississipi         | Abella de la mel (Insecte Estatal)              | Apis mellifera                          | Abella de la mel           | 1980   |
| Mississipi         | Papilio troilus (Papallona Estatal)             | Papilio troilus                         | Papilio troilus            | 1991   |
| Missouri           | Abella de la mel                                | Apis mellifera                          | Abella de la mel           |        |
| Montana            | Nymphalis antiopa                               | Nymphalis antiopa                       | Nymphalis antiopa          |        |
| Nebraska           | Abella de la mel                                | Apis mellifera                          | Abella de la mel           |        |
| Nou Hampshire      | Marieta de set punts (Insecte Estatal)          | Coccinella septempunctata               | Marieta de set punts       | 1977   |
| Nou Hampshire      | Lycaeides melissa (Papallona Estatal)           | Lycaeides melissa (subspecies samuelis) | Lycaeides melissa samuelis | 1992   |
| Nou Mèxic          | Pepsis formosa (Insecte Estatal)                | Pepsis formosa                          | Pepsis formosa             | 1989   |
| Nou Mèxic          | Callophrys mcfarlandi (Papallona Estatal)       | Callophrys mcfarlandi                   | Callophrys mcfarlandi      | 2003   |
| Nova Jersey        | Abella de la mel                                | Apis mellifera                          | Abella de la mel           |        |
| Nova York          | Marieta de nou punts                            | Coccinella novemnotata                  | Marieta de nou punts       | 1989   |
| Ohio               | Marieta de set punts                            | Coccinella septempunctata               | Marieta de set punts       |        |
| Oklahoma           | Abella de la mel (Insecte Estatal)              | Apis mellifera                          | Abella de la mel           | 1992   |
| Oklahoma           | Papilio polyxenes Butterfly (Papallona Estatal) | Papilio polyxenes                       | Papilio polyxenes          | 1996   |
| Oregon             | Papilio oregonius                               | Papilio oregonius                       | Papilio oregonius          |        |
| Pennsilvània       | Photuris pennsylvanica (Insecte Estatal)        | Photuris pennsylvanica                  | Photuris pennsylvanica     | 1974   |
| Pennsilvània       | Marieta de set punts (?)                        | Coccinella septempunctata               | Marieta de set punts       | [ 23 ] |
| Tennessee          | Photinus pyralis (Insecte Estatal)              | Photinus pyralis                        | Photinus pyralis           | 1975   |
| Tennessee          | Marieta de set punts (Insecte Estatal)          | Coccinella septempunctata               | Marieta de set punts       | 1975   |
| Tennessee          | Abella de la mel (Insecte Estatal Agrícola)     | Apis mellifera                          | Abella de la mel           | 1990   |
| Tennessee          | Eurytides marcellus (Papallona Estatal)         | Eurytides marcellus                     | Eurytides marcellus        | 1995   |
| Texas              | Papallona monarca                               | Danaus plexippus                        | Papallona monarca          | 1995   |
| Utah               | Abella de la mel                                | Apis mellifera                          | Abella de la mel           | 1983   |
| Vermont            | Abella de la mel (Insecte Estatal)              | Apis mellifera                          | Abella de la mel           | 1978   |
| Vermont            | Papallona monarca (Papallona Estatal)           | Danaus plexippus                        | Papallona monarca          | 1987   |
| Virgínia           | Papilio glaucus                                 | Papilio glaucus                         | Papilio glaucus            |        |
| Virgínia de l'Oest | Abella de la mel (Insecte Estatal)              | Apis mellifera                          | Abella de la mel           | 2002   |
| Virgínia de l'Oest | Abella de la mel (Papallona Estatal)            | Danaus plexippus                        | Papallona monarca          | 1995   |
| Washington         | Anax junius                                     | Anax junius                             | Anax junius                | 1997   |
| Wisconsin          | Abella de la mel                                | Apis mellifera                          | Abella de la mel           | 1977   |